# Herman Smak
Herman Smak (Zaandam, 23 maart 1946 – aldaar, 30 september 2004) was een Nederlands toetsenist.

## Loopbaan
Smak maakte zijn eerste stappen in de muziek in de Beverwijkse muziekgroep The Fellows. Het was een vijfmansband uit 1962. Er waren tal van personeelswisselingen. In 1968 sloot de zanger Jacques Kloes zich bij hen aan en men wijzigde de naam in Take Five. Take Five bestond niet lang: de band viel uiteen en Smak en Kloes bleven over. Ze startten de Dizzy Man's Band. Een eerste single Tell me it's allright flopte. De tweede Tickatoo haalde de Nederlandse en Belgische hitparades; in België stonden ze twee weken nummer 1 in de lijst van de VRT. 
De Dizzy Man’s Band was voor korte tijd een hitmachine vanwege de vreemde capriolen die de band (en dan met name Smak) uithaalden. De kleine showtjes die ze opvoerden in AVRO's Toppop droegen bij aan het succes. Tegelijkertijd maakten ze in Luctor et emergo een serieuze popplaat met een cover van Eleanor Rigby in de stijl progressieve rock. Nadat de stroom aan hits ophield viel de Dizzy Man’s Band uit elkaar. Zowel The Fellows als de Dizzy Man’s Band kenden vanaf dan reünies in wisselende samenstellingen, maar verder succes kwam er niet meer.